# 農学者
農学者（のうがくしゃ）とは、農学を専攻する研究者である。
| 目次 | 目次 | 目次 | 目次 | 目次 | 目次 | 目次 | 目次 | 目次 | 目次 | 目次 |
| ---- | ---- | ---- | ---- | ---- | ---- | ---- | ---- | ---- | ---- | ---- |
| わ   | ら   | や   | ま   | は   |      | な   | た   | さ   | か   | あ   |
|      | り   |      | み   | ひ   |      | に   | ち   | し   | き   | い   |
| を   | る   | ゆ   | む   | ふ   |      | ぬ   | つ   | す   | く   | う   |
|      | れ   |      | め   | へ   |      | ね   | て   | せ   | け   | え   |
| ん   | ろ   | よ   | も   | ほ   |      | の   | と   | そ   | こ   | お   |

## 一覧

### あ
- 青木昆陽 （江戸時代の農学者）
- 青木初夫 （農芸化学者）
- 赤木正雄
- 有賀秀子
- 安藤広太郎
- 浅田浩二（農芸化学者）
- 飴山實 （農芸化学者）
- 有賀秀子 （農芸化学者）
- 新家憲 （農業工学者）
- 安宅一夫 （畜産学者）

### い
- 飯田吉英 （畜産学者）
- 入谷明 （畜産学者）

- 飯沼二郎
- 鋳方末彦
- 五十嵐恒夫
- 池田均
- 磯永吉
- 岩田伸人
- 岩出亥之助

- 石井剛志 （農芸化学者）
- 伊藤圭祐 （農芸化学者）
- 伊藤創平 （農芸化学者）
- 井上柳梧 （農芸化学者）
- 岩野君夫 （農芸化学者）

- 泉田洋一 （農業経済学者）
- 井野隆一 （農業経済学者）

### う
- ヘンリー・キャントウェル・ウォレス （畜産学者）

- 禹長春
- 上野英三郎 （農業工学者）
- 上原轍三郎

- 植田和光 （農芸化学者）
- 上田誠之助 （農芸化学者）

- ドルテ・ヴェルナー （農業経済学者）
- 宇佐美繁 （農業経済学者）

### え
- 江頭和彦 （農芸化学者）
- 遠藤章 (農芸化学者)

- 荏開津典生 （農業経済学者）

### お
- 大原久友 （畜産学者）

- 大泉一貫
- 大井上康
- 大江徹男
- 大門正克
- 大隈一裕
- 大蔵永常 （江戸時代の農学者）
- 大島金太郎
- 大原幽学 （江戸時代の農学者）
- 大屋霊城
- 岡本半次郎
- 奥田東
- 長田裕之
- 小田切徳美

- 太田誠一 (農芸化学者)
- 小國伊太郎 （農芸化学者）
- 長田裕之 (農芸化学者)

- 太田原高昭 （農業経済学者）

- 大政謙次 （農業工学者）

### か
- 唐澤豊 （畜産学者）

- 河西勝
- 柏祐賢
- 可知貫一
- 加藤茂苞
- 川上善兵衛
- 川島博之
- 川野重任
- 河原田盛美

- 加治屋勝子 （農芸化学者）
- 片桐英郎 （農芸化学者）
- 河原崎泰昌 （農芸化学者）

- 梶井功 （農業経済学者）
- ジョン・ケネス・ガルブレイス （農業経済学者）
- 河合明宣 （農業経済学者）
- 河相一成 （農業経済学者）

- 貝原益軒（江戸時代の農学者）

### き
- 木村和誠 （畜産学者）

- 桐野秋豊

- 北原覚雄 （農芸化学者）

- 北原淳 （農業経済学者）
- ジェームズ・キャロウェイ
- エドワード・キンチ （農芸化学者）

### く
- トマス・クック （畜産学者）

- 黒上泰治
- 熊谷英彦（農芸化学者）
- 熊澤茂則（農芸化学者）
- 工藤英一（農業経済学者）
- 栗原百寿（農業経済学者）
- 黒柳俊雄（農業経済学者）

### け
- 弦間正彦 （農業経済学者）
- オスカル・ケルネル （農芸化学者）

### こ
- 後藤達三 （畜産学者）
- 小山邦武 （畜産学者）

- 小泉武夫
- 神門善久
- 小寺駿吉
- 後藤格次

- 古在由直 （農芸化学者）
- 後藤格次 （農芸化学者）

- 小池恒男 （農業経済学者）
- 小山智士 （農業経済学者）
- 近藤康男 (農業経済学者)

- 河野徳兵衛 （江戸時代の農学者）
- 小宮山昌秀 （江戸時代の農学者）

### さ
- 坂村貞雄 （畜産学者）
- 佐々木康之 （畜産学者）
- 佐藤英明 (動物学者)
- 沢崎坦 （畜産学者）

- 佐藤寛次
- 佐藤昌介
- 佐藤信淵 （江戸時代の農学者）
- 佐藤文彦
- 佐藤洋一郎
- 沢田敏男

- 斎藤要 （農芸化学者）
- 酒井坦 （農芸化学者）
- 坂口謹一郎 （農芸化学者）
- 坂口健二 （農芸化学者）
- 坂村貞雄 （農芸化学者）
- 佐藤義長 （農芸化学者）

- 斎藤修 (千葉大学) （農業経済学者）
- 佐伯尚美 （農業経済学者）
- 坂爪浩史 （農業経済学者）
- 澤田守 （農業経済学者）

### し
- 塩入松三郎
- 品川邦汎
- 澁澤寿一
- 島善鄰
- 東海林克彦
- 白幡洋三郎
- 進士五十八
- 下山田真 （農芸化学者）

- 重富健一 （農業経済学者）
- ユリウス・アドルフ・シュテックハルト （農芸化学者）

### す
- 鈴木省三 (畜産学者)

- 杉崎善治郎 （農芸化学者）
- 鈴木梅太郎 （農芸化学者）
- 鈴木文助 （農芸化学者）
- 住木諭介 （農芸化学者）

- 陶山鈍翁（江戸時代の農学者）

### せ
- 関豊太郎 （農芸化学者）

### そ
- 相馬暁
- 祖田修

### た
- 高田幸二 （畜産学者）
- 谷山弘行 （畜産学者）

- 高岡熊雄
- 高倉新一郎
- 高倍鉄子
- 多田元吉
- 田中丘隅
- 田中長三郎
- 田村律之助
- 高崎義幸 （農芸化学者）
- 高橋克己 (農学者) （農芸化学者）
- 高橋偵造 （農芸化学者）
- 武居三吉 （農芸化学者）
- 竹松哲夫 （農芸化学者）
- 田所哲太郎 （農芸化学者）
- 田村學造 （農芸化学者）

- 田村三郎 （農芸化学者）
- 丹下梅子 （農芸化学者）

- 高橋巌 (農学者) （農業経済学者）
- 高柳長直 （農業経済学者）
- 田嶋俊雄 （農業経済学者）
- 田代洋一 （農業経済学者）
- 玉真之介 （農業経済学者）

- 田中休愚 （江戸時代の農学者）

### つ
- 津田仙
- 恒藤規隆

- 辻村みちよ （農芸化学者）

### と
- 東郷実
- 遠山正瑛
- 友松篤信

- 東畑精一 （農業経済学者）

### な
- 長澤太郎 （畜産学者）

- 中尾佐助
- 中田正一
- 那須皓

- 中村幸彦 (化学者) （農芸化学者）
- 中山勉 （農芸化学者）

- 永田徳本 （江戸時代の農学者）

### に
- 新渡戸稲造

- 西澤直子 （農芸化学者）

- 二宮尊徳 （江戸時代の農学者）

### の
- 野崎徳四郎

- 野口伸 （農業工学者）
- 野並浩 （農業工学者）

### は
- 橋本左五郎 （畜産学者）
- 林遠里
- 原煕

- 速水佑次郎 （農業経済学者）

- 橋口公一 （農業工学者）
- 橋本康 （農業工学者）

### ひ
- 兵頭勲 （畜産学者）
- 平尾和義 （畜産学者）

- 久松定成
- 日向康吉
- 広沢吉平

- 平沢敬（農芸化学者）

### ふ
- 福士正博
- 福羽逸人
- 藤原剛
- 古島敏雄

- 鮒信学 （農芸化学者）

- 藤田幽谷 （江戸時代の農学者）
- ジャン・バティスト・ブサンゴー （農芸化学者）

### ほ
- 星野勇三

- 北条浩 (農業経済学者)
- 堀口健治 （農業経済学者）
- 本間正義 (経済学者)

### ま
- 前田芳實 （畜産学者）
- 松丸志摩三 （畜産学者）
- 萬田正治 （畜産学者）

- 前田正名
- 松田喜一
- 満田久義

- 松井博和 （農芸化学者）
- 松井正直 （農芸化学者）
- 丸尾文治 （農芸化学者）

- 松本武祝 （農業経済学者）

- 前川忠夫 （農業工学者）
- 真木太一 （農業工学者）
- アドルフ・エドゥアルト・マイヤー （農芸化学者）

### み
- 宮脇富 （畜産学者）

- 蓑茂寿太郎
- 宮崎安貞
- 宮沢賢治
- 宮永正運
- 宮永正好
- 満田久輝 （農芸化学者）
- 三好規之 （農芸化学者）
- 三吉米熊 （農芸化学者）
- 美土路達雄 （農業経済学者）

- 溝口勝（農業工学者）

- 宮負定雄 （江戸時代の農学者）
- 宮崎安貞 （江戸時代の農学者）
- 宮永正運 （江戸時代の農学者）

### む
- 村山元展

- 村上章 （農業工学者）

### も
- 森田茂 (畜産学者)

- 森喜作
- 森武麿
- 桃野作次郎

- 森島賢 （農業経済学者）
- 守田志郎 （農業経済学者）

### や
- 矢吹萬寿
- 横井時敬

- 藪田貞治郎 （農芸化学者）

- 矢口芳生 （農業経済学者）
- 矢作栄蔵 （農業経済学者）
- 山岡亮一 （農業経済学者）
- 山崎亮一 （農業経済学者）
- 山田三郎 (経済学者)
- 山田良治 (農業経済学者)

### ゆ
- 遊佐孝五（酪農学者・畜産学者）

### り
- アルノルド・リューテル （農業経済学者）
- ユストゥス・フォン・リービッヒ （農芸化学者）

### わ
- 和田光史 （農芸化学者）
- 渡辺賢二 （農芸化学者）
- 渡辺達夫 （農芸化学者）
- 渡部一二

- 渡部斧松 （江戸時代の農学者）